# Pubblicazioni della Standard Comics
La Standard Comics era una società di fumetti statunitensi dalla proprietà dell'editore Ned Pines. La Standard a sua volta era la società madre di due linee di fumetti: Better Publications e Nedor Publishing. Collezionisti e storici a volte li chiama collettivamente "Standard/Better/Nedor". Nel 1956, i restanti tre titoli della Standard furono incorporati nella formazione Pines Comics insieme a una varietà di titoli della St. John Publications.

## Titoli
Questo è l'elenco delle pubblicazioni Standard Comics.
Fonte:
- Adventures into Darkness nn. 5–14 (agosto 1952 – giugno 1954); Standard/Visual Editions
- Alley Oop nn. 10–18 (ottobre 1947 – ottobre 1949); Standard/Visual Editions
- America's Best Comics nn. 18–31 (giugno 1946 – luglio 1949); Standard/Visual Editions, da Nedor Comics
- America's Biggest Comics Book n. 1 (1944); Standard/William H. Wise & Company
- America's Funniest Comics nn. 1–2 (1944); Standard/William H. Wise & Company
- Barnyard Comics nn. 1–31 (giugno 1944 – settembre 1950); Polo Magazine, Inc./Animated Cartoons Inc., continuò come Dizzy Duck
- Battlefront n. 5 (giugno 1952); Standard/Visual Editions
- Best Romance nn. 5–7 (marzo–agosto 1952); Standard/Visual Editions
- Billy West nn. 1–8 (aprile 1949 – novembre 1950); Standard/Visual Editions
- Bill West nn. 9–10 (febbraio 1951 – febbraio 1952); Standard/Visual Editions
- The Black Terror nn. 15–27 (luglio 1946 – giugno 1949); Standard/Visual Editions, da Nedor Comics
- Boots and Her Buddies nn. 5–9 (settembre 1948 – settembre 1949); Standard/Visual Editions
- Brick Bradford nn. 5–8 (luglio 1948 – luglio 1949); Standard/Best Books Inc.
- Broncho Bill nn. 5–16 (gennaio 1948 – dicembre 1950); Standard/Visual Editions
- Buster Bunny nn. 1–16 (novembre 1949 – ottobre 1953); Standard/Animated Cartoons Inc./Literary Enterprises Inc.
- Buz Sawyer nn. 1–3 (giugno 1948 – gennaio 1949); Standard/Best Books Inc.
- Buz Sawyer's Pal, Sweeney nn. 4–5 (giugno 1949 – settembre 1949); Standard/Best Books Inc.
- Captain Easy nn. 10–17 (ottobre 1947 – settembre 1949); Standard/Visual Editions
- Coo Coo Comics nn. 26–56, 60–62 (ottobre 1942 – aprile 1951, December 1951 – April 1952); Standard/Animated Cartoons Inc., da Nedor Comics
- Coo Coo, the Bird Brain nn. 57–59 (giugno 1951 – ottobre 1951); Standard/Animated Cartoons Inc.
- Crime Files nn. 5–6 (settembre 1952 – novembre 1952); Standard/Visual Editions
- Date with Danger nn. 5–6 (dicembre 1952 — febbraio 1953); Standard/Standard Magazines
- Dizzy Duck nn. 32–39 (novembre 1950 – marzo 1952); Standard/Animated Cartoons Inc., continuò come Barnyard Comics
- Exciting War n. 5 (settembre 1952); Standard/Visual Editions, ha continuato sotto Better Publications
- Fantastic Worlds nn. 5–7 (ottobre 1952 – gennaio 1953); Standard/Visual Editions/Literary Enterprises Inc.
- Fighting Yank nn. 17–29 (agosto 1946 – agosto 1949); Standard/Visual Editions
- Freckles and His Friends nn. 5–12 (novembre 1947 – agosto 1949); Standard/Visual Editions
- Goofy Comics nn. 15–48 (agosto 1946 – marzo 1952); Standard/Animated Cartoons Inc., da Nedor Comics
- Happy Comics nn. 14–40 (luglio 1946 – dicembre 1950); Standard/Animated Cartoons Inc., da Nedor Comics, continuò come Happy Rabbit
- Happy Rabbit nn. 41–48 (febbraio 1951 – aprile 1948); Standard/Animated Cartoons Inc., continua daHappy Comics
- It Really Happened nn. 1–11 (1944 — ottobre 1947); Standard/William H. Wise & Company/Visual Editions
- Jet Fighters nn. 5–7 (novembre 1952 – marzo 1953); Standard/Visual Editions
- Jetta nn. 5–7 (dicembre 1952 – aprile 1953); Standard/Standard Magazine Inc.
- Jiggs and Maggie nn. 11–21 (giugno 1949 – gennaio 1952); Standard/Best Books Inc., prosegue a Harvey Comics
- Joe Palooka Visits the Lost City (1945); Standard/Best Books Inc.
- Joe Yank nn. 5–16 (marzo 1952 – luglio 1954); Standard/Visual Editions
- Jungle Jim nn. 11–15 (gennaio 1949 – novembre 1950); Standard/Best Books Inc.
- Kathy nn. 1–17 (settembre 1949 – settembre 1955); Standard/Visual Editions/Literary Enterprises
- Leroy nn. 1–5 (novembre 1949 – settembre 1950); Standard/Visual Editions
- Little Angel nn. 5–6 (settembre 1954 – settembre 1955; vedi Pines below)
- Lost Worlds nn. 5–6 (ottobre 1952 – dicembre 1952); Standard/Literary Enterprises Inc.
- Lucky Duck nn. 5–8 (gennaio 1953 – settembre 1953); Standard/Literary Enterprises
- Mark Trail n. 1 (ottobre 1955); vedi Pines below
- Mel Allen Sports Comics nn. 5–6 (novembre 1949 – giugno 1950); Standard/Visual Editions
- My Real Love n. 5 (giugno 1952); Standard/Visual Editions
- Mystery Comics nn. 1–4 (agosto 1944 – dicembre 1944); Standard/William H. Wise & Company
- New Romances nn. 5–21 (maggio 1951 – maggio 1954); Standard/Visual Editions
- Out of the Shadows nn. 5–14 (luglio 1952 – agosto 1954); Standard/Visual Editions
- Ozark Ike nn. 11–25 (novembre 1948 – settembre 1952); Standard/Best Books Inc.
- Real Life Comics nn. 32–59 (giugno 1946 — settembre 1952); Standard/Visual Editions, da Nedor Comics
- Peter Pig nn. 5–6 (maggio 1953 – agosto 1953); Standard/Literary Enterprises
- Ricky n. 5 (settembre 1953); Standard/Visual Editions
- Rodger Dodger n. 5 (agosto 1952); Standard/Visual Editions
- Santa's Christmas Comics (dicembre 1952); Standard/Best Books Inc.
- Sniffy the Pup nn. 5–18 (novembre 1949 – settembre 1953); Standard/Animated Cartoons Inc./Literary Enterprises Inc.
- Spunky nn. 1–7 (aprile 1949 – novembre 1951); Standard/Animated Cartoons Inc. (nn. 3–7 cover intitolata Spunky, Junior Cowboy)
- Starlet O'Hara in Hollywood nn. 1–4 (dicembre 1948 – luglio 1949); Standard/Visual Editions
- Supermouse nn. 1–34 (dicembre 1948 – settembre 1955); Standard/Animated Cartoons Inc./Literary Enterprises Inc.; vedi Pines below[5]
- Teena nn. 20–22 (agosto 1948 – ottobre 1950); Standard/Best Books Inc.
- Television Comics nn. 5–8 (febbraio 1952 – novembre 1952); Standard/Animated Cartoons Inc.
- This is War nn. 5–9 (agosto 1952 – maggio 1953); Standard/Visual Editions
- Thrilling Comics nn. 39–80 (dicembre 1939 – aprile 1951); Standard/Standard Magazine Inc.
- Thrilling Love nn. 5–26 (dicembre 1949 – giugno 1954); Standard/Standard Magazine Inc.
- Tim Tyler, Cowboy nn. 1–18 (novembre 1948 – settembre 1950); Standard/Best Books Inc.
- Today's Romance nn. 5–8 (marzo 1952 — settembre 1952); Standard/Visual Editions
- Tommy of the Big Top nn. 11–12 (dicembre 1948 – marzo 1949); Standard/Best Books Inc.
- Tuffy nn. 5–9 (luglio 1949 – ottobre 1950); Standard/Best Books Inc.
- The Unseen nn. 5–15 (giugno 1952 – luglio 1954); Standard/Visual Editions
- Western Hearts nn. 1–10 (dicembre 1949 – marzo 1952); Standard/Standard Magazine Inc.
- Who is Next? n. 5 (gennaio 1953); Standard/Standard Magazine Inc.
- Willie the Penguin nn. 1–6 (April 1951 – March 1952); Standard/Animated Cartoons Inc.

## Better Publications
Fonte:
- American's Best Comics nn. 1–2 (febbraio 1942 – settembre 1942); ha continuato sotto Nedor Comics
- Best Comics nn. 1–4 (novembre 1939 – febbraio 1940)
- Cartoon Humor
- Exciting Comics nn. 1–69 (aprile 1940 – settembre 1949)
- Exciting War nn. 6–9 (novembre 1952 – novembre 1953); continuato da Standard Comics, con striscione di copertina Standard Comics
- Popular Romance nn. 5–29 (dicembre 1949 – luglio 1954); con striscione di copertina Standard Comics
- Real Life Comics nn. 1–4 (settembre 1941 – aprile 1942); ha continuato sotto Nedor Comics
- Startling Comics nn. 1–53 (giugno 1940 – settembre 1948)
- Thrilling Comics nn. 1–38 (febbraio 1940 – ottobre 1943); ha continuato sotto Standard Comics
- Wonder Comics nn. 8–20 (ottobre 1946 – ottobre 1948); #1–7 (May 1944 – January 1946) da Great Comics Publications Inc.

## Nedor Comics
- America's Best Comics nn. 3–17 (novembre 1942 – marzo 1946); da Better Publications, ha continuato sotto Standard Comics
- The Black Terror nn. 1–14 (inverno 1942/43 – gennaio 1944); ha continuato sotto Standard Comics[6]
- Coo Coo Comics nn. 1–25 (ottobre 1942 – maggio 1946); ha continuato sotto Standard Comics
- Fighting Yank nn. 1–16 (settembre 1942 – maggio 1946); ha continuato sotto Standard Comics
- Funny Funnies n. 1, 68 pagine (aprile 1943)[7]
- Goofy Comics nn. 1–14 (giugno 1943 – giugno 1946);[8] ha continuato sotto Standard Comics
- Happy Comics nn. 1–13 (agosto 1943 – marzo 1946); ha continuato sotto Standard Comics
- Major Hoople Comics n. 1 (febbraio 1943)
- Real Funnies nn. 1–3 (gennaio 1943 – giugno 1943)[7]
- Real Life Comics nn. 5–31 (maggio 1942 – maggio 1946); da Better Publications, ha continuato sotto Standard Comics

## Pines Comics
- Adventures of Mighty Mouse nn. 129–144 (maggio 1956 – aprile 1959); ripreso da St. John Publications, è andato a Dell Comics
- Adventures of Winky Dink n. 75 (marzo 1957)
- Clay Cody, Gunslinger #1 (autunno 1957)
- Dennis the Menace nn. 15–31 (marzo 1956 – novembre 1958); ripreso da Standard Comics, è andato a Fawcett Comics
- Dinky Duck nn. 16–19 (autunno 1956 – estate 1958); ripreso da St. John Publications
- Gandy Goose nn. 5–6 (autunno 1956 – estate 1958); ripreso da St. John Publications
- Heckle and Jeckle nn. 25–34 (autunno 1956 – giugno 1959); ripreso da St. John Publications, è andato a Dell Comics
- Knights of the Round Table n. 10 (aprile 1957)
- Little Angel nn. 7–16 (agosto 1956 – settembre 1959); ripreso da Standard Comics
- Little Roquefort Comics n. 10 (estate 1958); ripreso da St. John Publications
- Mark Trail's Adventure Book of Nature n. 1 (estate 1958)
- Paul Terry's Mighty Mouse nn. 68–71 (marzo 1956 – dicembre 1956); ripreso da St. John Publications, ha continuato come Mighty Mouse
- Mighty Mouse nn. 72–83 (marzo 1957 – giugno 1959); continua da Paul Terry's Mighty Mouse (copertina intitolata New Mighty Mouse)
- Supermouse, the Big Cheese nn. 35–45 (aprile 1956 – autunno 1958); ripreso da Standard Comics
- Sweetie Pie n. 15 (ottobre 1957); ripreso da Ajax-Farrell
- Terrytoons Giant Summer Fun Book nn. 101–102 (estate 1957 – estate 1958)
- Terrytoons, the Terry Bears n. 4 (giugno 1958); ripreso da St. John Publications
- Tom Terrific nn. 1–6 (estate 1957 – autunno 1958)